# Manleu-Ana (Stadtteil)
Manleu-Ana  (Manluana, Manleu-Ana, Manleoana) ist ein Stadtteil der osttimoresischen Landeshauptstadt Dili im Suco Manleuana (Verwaltungsamt Dom Aleixo, Gemeinde Dili).
Der Großteil des Viertels liegt im Nordwesten der osttimoresische Aldeia Manleu-Ana, Die Grenzen des traditionellen Stadtteils gehen aber über die administrativen hinaus in die Nachbar-Aldeias Mauc, Mane Mesac, Ramelau und Lau-Lora.
In Manleu-Ana befinden sich eine Grundschule, die Kirche von Manleuana (Igreja Manleuana) und das Hospital Manleuana.